# 甘姆·阿彻
甘姆·阿彻（英语：Gem Archer，本名Colin Murray Archer，1966年12月7日—），英国摇滚乐吉他手、音乐家，因担当前英国摇滚乐队绿洲乐队（Oasis）的吉他手而知名。2009年绿洲解散后，他和其他绿洲成员共同组建泡泡眼乐队（Beady Eye）。2017年，加入诺尔加拉格的高飞小鸟（Noel Gallagher's High Flying Birds）担任吉他手至今。
甘姆·阿彻这一昵称源于苏格兰足球运动员Archie Gemmill。惯用琴是Gibson Firebird Non-Reverse。

## 职业生涯

### 加入绿洲乐队前（1980s-1999）
1980年代，甘姆先后在The Edge、The Contenders和Whirlpool这三个乐队演奏。
1990年代初期，甘姆作为主唱组建了乐队Heavy Stereo，随后被英国厂牌创造唱片 (Creation Records)签约。由于创造唱片同时也是绿洲乐队 (Oasis)的厂牌，1996年绿洲著名的罗蒙湖演出前，Heavy Stereo也为其进行暖场。
Heavy Stereo于1996年发行的首张也是唯一一张专辑《Déjà Voodoo》并没有获得业界评价以及商业上的成功，但他们随后为果酱乐队（The Jam）的致敬专辑《Fire & Skill: The Songs of the Jam》录制的歌曲以及为保罗·威勒（Paul Weller）的演出暖场均获得了不少关注。然而1999年，由于甘姆的母亲病重需要照顾，Heavy Stereo暂时搁置了随后的专辑制作工作。

### 绿洲时期（1999-2009）
甘姆在家乡杜伦照顾病重的母亲时，听说了绿洲成员Bonehead离队的新闻并倍感惊讶。然而作为绿洲粉丝的甘姆没有想到，绿洲的吉他手诺尔·加拉格（Noel Gallagher）早有让甘姆加入的打算，并且已经打过了自己伦敦家中的电话。1999年11月，甘姆正式加入绿洲。由于甘姆并未参与当时绿洲的专辑《Standing On the Shoulder of Giants》的制作，自然也没有版权收入，在演出时只能作为节奏吉他手获得最基本的工资。
在现场演出中，甘姆和诺尔常常互换主音吉他和节奏吉他的部分，他的吉他技术曾备受加拉格兄弟称赞。甘姆曾经称由于诺尔是他最喜爱的作曲家之一，所以觉得自己为绿洲写歌是一件令人生畏的斗胆之事。但他仍为绿洲贡献了以下歌曲的作曲：《Hung in a Bad Place》、《A Bell Will Ring》、《Love Like a Bomb》、《Eyeball Tickler》、《The Quiet Ones》以及《To Be Where There's Life》；并担任了以下歌曲的和声部分：《The Meaning of Soul》、《Force of Nature》的现场和声以及绿洲翻唱谁人乐队的《My Generation》。
甘姆一直和诺尔保持着深厚友谊。2006年，二人在全球演奏了十余场不插电演出（Stop the Clocks Acoustic Tour）。2007年3月，二人在伦敦阿尔伯特音乐厅举行的青少年癌症基金会 (Teenage Cancer Trust) 公益音乐会上进行不插电演出，收入专辑《The Dreams We Have as Children (Live for Teenage Cancer Trust) 》。绿洲解散后的次年3月，诺尔在该地进行了离开绿洲后的首次演出，甘姆也协力同台演奏。

### 泡泡眼乐队时期（2009-2014）
2009年8月，诺尔因绿洲巴黎巡演时和其弟利亚姆·加拉格（Liam Gallagher）发生争端，在其个人网站上发布声明执意退出乐队。绿洲乐队也随之解散。随后利亚姆宣布和剩下的绿洲成员组建泡泡眼乐队（Beady Eye） 。
甘姆为泡泡眼乐队的两张专辑《Different Gear, Still Speeding》（2011）和《BE》（2013）贡献作曲、吉他、贝斯、和声等部分。
2013年8月，甘姆由于在家意外摔伤骨折而住院，因此泡泡眼乐队的数场演出被取消，影响到了第二张专辑《BE》的宣发工作。
2014年10月，利亚姆宣布泡泡眼解散。

### 诺尔加拉格的高飞小鸟时期（2017-至今）
2015和2016年，甘姆和诺尔同台数场演出。
2017年7月，诺尔在其Instagram账号上发布照片，宣布乐队会有新成员的加入。随后，甘姆作为吉他手被证实正式加入高飞鸟。

### 其他合作
绿洲之外，甘姆和保罗·威勒有数次同台演出经历。甘姆也为威勒的歌曲《One x One》、《Echoes Round The Sun》贡献吉他。
甘姆也参与了诺尔的音乐厂牌Sour Mash签下的乐队Proud Mary首张专辑的制作。

## 个人生活
甘姆和妻子卢·阿彻（Lou Archer）结婚，并育有一子乔尔·阿彻（Joel Archer）和一女莉比·玛雅·阿彻（Libby Maya Archer）。